# 民主聯盟 (以色列)
民主联盟 (希伯來語：‎，羅馬化：HaMaḥaneh HaDemokrati，直译：The Democratic Camp)是 以色列的一個左翼政黨联盟，由梅雷兹和以色列民主黨及綠色運動組成  ，它們在2019年9月以色列議會選舉中共同參選。

## 历史
2019年7月24日，埃胡德·巴拉克和西索威·弗雷傑在各自政黨之間舉行了一次會議，巴拉克同意讓梅雷兹領導尼茨恩·霍羅維茲列為名單首位，而巴拉克安排在名單上排名第十，但如果聯盟進入政府，則會有“首選入閣組合”。梅雷茲於7月28日投票通過了關於民主聯盟的協議。
該聯盟約束彼此不加入由右翼政黨組成的內閣，宣稱：“我們不會向以內塔尼亞胡為首的右翼政府伸出援助之手無論在任何情況下，無論如何。“ 
聯盟還承諾“捍衛國家的民主及最高法院，廢除民族國家法案，促進與巴勒斯坦阿拉伯人的和平與政治解決。”

## 组成政黨
| 名稱 | 名稱         | 思想         | 政治立場        | 領導            | 目前席次 |
| ---- | ------------ | ------------ | --------------- | --------------- | -------- |
|      | 梅雷兹       | 社會民主主義 | 左翼            | 尼茨恩·霍羅維茲 | 4 / 120  |
|      | 綠色運動     | 綠色政治     | 中間偏左至 左翼 | 斯塔夫·沙菲尔   | 0 / 120  |
|      | 以色列民主黨 | 社會自由主義 | 中間偏左        | 埃胡德·巴拉克   | 0 / 120  |

## 2019年9月选举的候选人名单
民主联盟2019年9月參選名单的排列顺序前幾名如下： 
1. 梅雷兹
2. 綠色運動
3. 以色列民主黨（英语：Israel_Democratic_Party）
4. 梅雷兹
5. 梅雷兹
6. 梅雷兹
7. 以色列民主黨（英语：Israel_Democratic_Party）
8. 綠色運動
9. 綠色運動
10. 以色列民主黨（英语：Israel_Democratic_Party）
11. 綠色運動
12. 梅雷兹
13. 梅雷兹